# Огинский, Самуил Лев
Князь Самуил Лев Огинский (ок. 1595 — 1657) — государственный и военный деятель Великого княжества Литовского, стольник трокский (1620—1633), ротмистр королевский (1625), тиун трокский (1633—1657), дворянин королевский (1635).

## Биография
Представитель старшей линии княжеского рода Огинских. Сын полковника королевского и подкомория трокского, князя Богдана Матвеевича Огинского (ум. 1625) и Раины Григорьевны Волович (ум. 1637/1646). Братья — каштелян трокский Александр (ум. 1667), староста винницкий Дмитрий (ум. 1610) и каштелян мстиславский Ян (ум. 1640).
Ему принадлежали имения Огинты и Евье в Трокском воеводстве, Лиозно и Микулино в Витебском воеводстве.
Получил образование во Франекерском университете в Голландии. В 1620 году князь Самуил Лев Огинский был назначен стольником, а в 1633 году стал тиуном трокским. В 1625 году получил чин королевского ротмистра, с 1635 года — дворянин королевский.
В 1637 году восстанавливал Полоцкий Богоявленский православный монастырь после пожара. В 1644 году построил дворец в Витебске, который до начала XIX века был самым большим гражданским зданием в городе. Вместе со своей женой финансировал строительство Марковского монастыря в Витебском воеводстве. Согласно завещанию был похоронен в фамильной усыпальнице в Кронах.

## Семья
В 1619 году женился на Софии Билевич (ум. ок. 1644), от брака с которой имел двух сыновей и четыре дочери:
- Шимон Кароль Огинский (ок. 1625—1694), воевода мстиславский
- Ян Огинский (ум. 1684), воевода полоцкий и гетман польный литовский
- Криштина Огинская, жена Даждьбога Францкевича Радзиминского
- Елена Огинская (ум. ок. 1689), 1-й муж хорунжий витебский Николай Старосельский, 2-й муж с 1681 года Михаил Ян Тышкевич (ум. после 1703)
- Регина Огинская, 1-й муж тиун трокский Вальтер Корф, 2-й муж воевода витебский Леонард Габриель Поцей (1632—1695)

Оба сына Самуила Огинского, после смерти отца, отреклись от православия и перешли в католичество.